# J. B. Pritzker

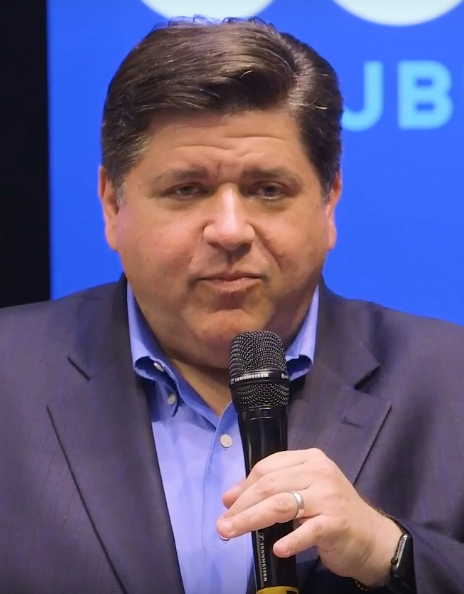
J. B. Pritzker (2017)

Jay Robert „Bob“ Pritzker, besser bekannt als J. B. Pritzker (* 19. Januar 1965 in Palo Alto, Kalifornien), ist ein US-amerikanischer Politiker, Geschäftsmann, Philanthrop und seit dem 14. Januar 2019 Gouverneur von Illinois. Er gehört der Demokratischen Partei an.
Mit einem Vermögen von rund 3,2 Milliarden US-Dollar war er zeitweise die reichste Person der Vereinigten Staaten, die ein öffentliches Amt bekleidet.

## Werdegang

### Ausbildung, berufliche Laufbahn und gesellschaftliches Engagement
J. B. Pritzker kam 1965 in Palo Alto zur Welt und gehört der bekannten Unternehmerfamilie Pritzker mit jüdisch-ukrainischen Wurzeln an, die zu den reichsten Familien der USA gehört. J. B., wie er oft nur genannt wird, hat einen Bruder und eine Schwester. Sein Onkel war der Unternehmer und Mäzen Jay Pritzker. Nach dem Besuch der Milton Academy schloss er an der Duke University mit dem Bachelor in Politikwissenschaften ab. Im Anschluss erwarb er einen Abschluss in Rechtswissenschaften an der Chicagoer Northwestern University. Nach dem Studium betätigte sich Pritzker in verschiedenen Geschäftsfeldern der Familienbetriebe. Unter anderem gründete er mit seinem Bruder die Firma 1871, ein Gründerzentrum für Start-Ups aus der Digital-Branche. Darüber hinaus beteiligte sich Pritzker an diversen Wohltätigkeitsorganisationen. J. B. Pritzkers Vermögen wird mit 3,5 Milliarden US-Dollar beziffert.

### Politische Aktivitäten und Kandidatur als Gouverneur von Illinois 2018
Seit seiner Jugend engagiert sich Pritzker, Mitglied der Demokratischen Partei, auch politisch. Zeitweise war er Vorsitzender eines Beratergremiums für digitale Innovation des Bürgermeisters von Chicago. Sowohl 2008 als auch 2016 war er Delegierter auf dem Nominierungsparteitag der Demokraten für das Präsidentenamt. 2008 war er zunächst Co-Chairman der Wahlkampagne für Hillary Clinton, später unterstützte er den ebenfalls aus Chicago stammenden Barack Obama. Nach Obamas Wahl zum Präsidenten war Pritzker als möglicher Nachfolger für dessen Senatssitz im Gespräch. Wie ein erst 2017 veröffentlichter Telefonmitschnitt des FBI vermuten lässt, soll Pritzker dem damaligen Gouverneur Rod Blagojevich, der einen Interims-Nachfolger zu bestimmen hatte, eine Wahlkampfspende im Tausch gegen die Ernennung angeboten haben. Auch eine Ernennung zum State Treasurer oder Attorney General wurde erwogen. Auch wenn Blagojevich letztlich eine andere Wahl traf, wurde er wenige Monate später wegen Korruptionsvorwürfen des Amtes enthoben und zu einer Haftstrafe verurteilt. Im Februar 2018 entschuldigte sich Pritzker öffentlich, falls der Anschein von Korruption erweckt worden sei, sowie für seine teils als unangemessen wahrgenommene Wortwahl.

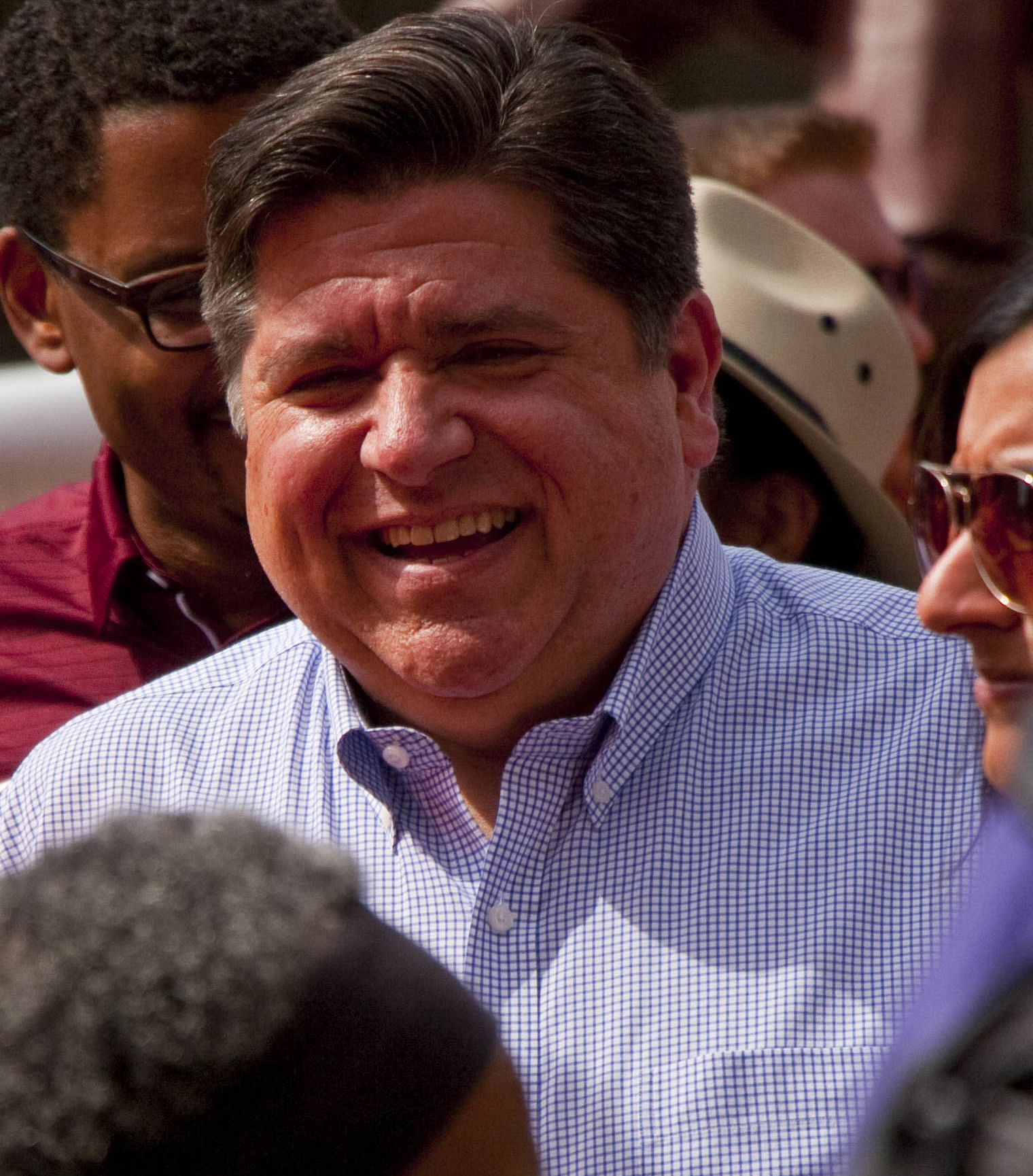
Pritzker bei einem Wahlkampf-Auftritt im Mai 2018

Im Frühjahr 2017 kündigte Pritzker seine Kandidatur für das Amt des Gouverneurs von Illinois bei der Wahl im Herbst 2018 an. Als Running Mate wählte er im Vorfeld Juliana Stratton, die dem Repräsentantenhaus von Illinois als Abgeordnete angehört und anders als Pritzker somit auch Erfahrung in Wahlämtern mitbringt. Die Afroamerikanerin Stratton soll insbesondere die in Illinois wichtige Wählergruppe der Schwarzen ansprechen und zusätzliche Stimmen von Frauen sichern. Zur demokratischen Vorwahl im März 2018 waren Christopher Kennedy, ein Sohn Robert F. Kennedys, sowie der Staatssenator Daniel Biss seine Hauptkonkurrenten. Die Abstimmung der Demokraten über den Bewerber für den Gouverneursposten gewann Pritzker am 20. März 2018 mit 45,2 % der Stimmen vor Biss (26,2 %) und Kennedy (24,3 %). Während des Vorwahlkampfes galt Pritzker, der mehrere Millionen Dollar aus seinem eigenen Vermögen investierte, lange Zeit als klarer Favorit. Sein Vorsprung in den Umfragen war jedoch in den Wochen vor dem Urnengang etwas abgeschmolzen, nach der vollständigen Veröffentlichung des vom FBI mitgeschnittenen Telefonats zwischen Pritzker und Blagojevich aus dem Jahr 2008. Außerdem berichteten US-Medien in der Woche der Wahl, dass Pritzker durch verschiedene Offshore-Konten seiner Firmen gezielt die Abführung der Einkommensteuer in den USA vermieden habe. Pritzker wies die Vorwürfe zurück und erklärte, einige seiner Firmen seien von Trusts verwaltet, auf die er selbst keinerlei Einfluss habe. Bei der eigentlichen Gouverneurswahl am 6. November 2018 setzte sich Pritzker mit rund 54 % der Stimmen gegen den republikanischen Amtsinhaber Bruce Rauner durch.
In seinem Wahlkampf setzte Pritzker in erster Linie auf traditionelle demokratische Themen wie eine Ausweitung der Krankenversicherung, mehr Waffenkontrolle sowie eine einwandererfreundliche Politik. Ferner spricht er sich für eine Reform des Strafrechts aus, um die Zahl der Gefängnisinsassen zu reduzieren. Insbesondere die überproportional hohe Inhaftierungsrate von Afroamerikanern bei kleineren Vergehen soll damit gesenkt werden. Ebenso fordert Pritzker die Anhebung des gesetzlichen Mindestlohns auf 15 US-Dollar pro Stunde, die Förderung erneuerbarer Energien und mehr Investitionen in Bildung sowie die öffentliche Infrastruktur. In diesem Zusammenhang kritisiert er auch die Politik und das Auftreten von US-Präsident Donald Trump. Seinem Kontrahenten Bruce Rauner warf Pritzker vor, allein die Interessen der Wirtschaft zu vertreten und den Sozialstaat durch eine Politik der Deregulierung zu beschädigen. Ähnlich wie sein Konkurrent Rauner versucht Pritzker seinen Reichtum als positiv darzustellen, um als Gouverneur unabhängig von Großspendern agieren zu können.

### Gouverneur von Illinois

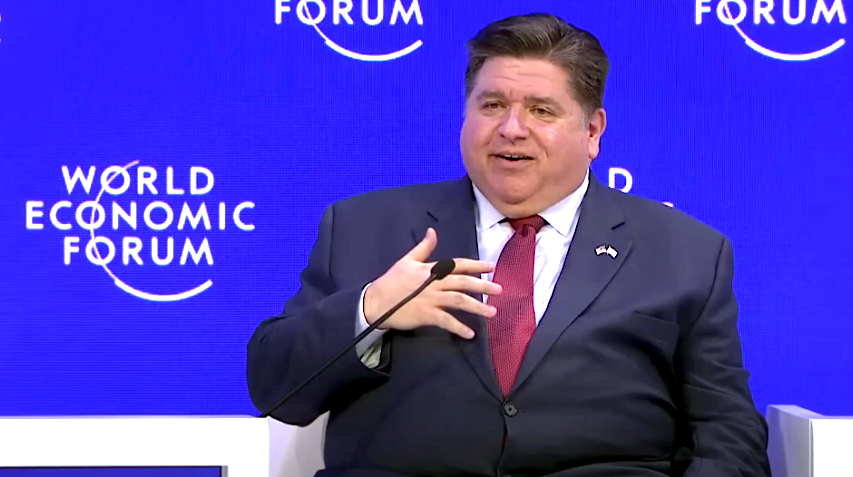
Pritzker beim Weltwirtschaftsforum 2023

Nach seinem Wahlsieg über Bruce Rauner wurde Pritzker am 14. Januar 2019 als Gouverneur von Illinois vereidigt. Seine Partei verfügt in beiden Kammern der State Legislature über eine Mehrheit. Mit seiner Amtseinführung wurde Pritzker mit einem Vermögen von rund 3,2 Milliarden US-Dollar zur reichsten Person der USA, die ein öffentliches Amt bekleidet, und überholte damit US-Präsident Donald Trump.

## Privatleben
Seit dem Jahr 1993 ist Pritzker mit seiner Frau Mary Kathryn verheiratet, mit der er zwei Kinder hat. Mit seiner Familie lebt er in Chicago. Er ist jüdischer Konfession.
Seine sechs Jahre ältere Schwester Penny Pritzker war von 2013 bis 2017 US-Handelsministerin im Kabinett von Barack Obama.